# Joseph Chesire
Joseph Chesire (* 12. November 1957) ist ein ehemaliger kenianischer Mittelstreckenläufer, der seine größten Erfolge auf der 1500-Meter-Distanz hatte.
1984 wurde er Vierter bei den Olympischen Spielen in Los Angeles. Im Jahr darauf gewann er jeweils Bronze bei den Hallenweltspielen in Paris und bei den Afrikameisterschaften in Kairo. Einer weiteren Bronzemedaille bei den Panafrikanischen Spielen 1987 in Nairobi folgte kurz danach ein vierter Platz bei den Weltmeisterschaften in Rom.
1988 wurde er bei den Olympischen Spielen in Seoul Elfter. 1989 holte er bei den Afrikameisterschaften in Lagos nicht nur den Titel über 1500 Meter, sondern gewann auch Bronze über 800 Meter.
Bei den Commonwealth Games 1990 in Auckland wurde er Siebter, bei den Olympischen Spielen 1992 in Barcelona erneut Vierter, und bei den Weltmeisterschaften 1993 in Stuttgart erreichte er das Halbfinale.

## Persönliche Bestzeiten
- 800 m: 1:44,38 min, 1. Juni 1988, Sevilla
- 1000 m: 2:17,18 min, 14. Juli 1989, London
  - Halle: 2:18,66 min, 22. Februar 1992, Birmingham
- 1500 m: 3:33,12 min, 15. Juli 1992, Nizza
  - Halle: 3:41,38 min, 19. Januar 1985, Paris
- 1 Meile: 3:52,38 min, 1. Juli 1989, Oslo
- 3000 m: 7:48,03 min, 30. Juli 1989, Rhede